# ZAGI A-4
ZAGI A-4 (auch ZAGI 4-EA, russisch ЦАГИ А-4 bzw. 4-ЄА) war ein sowjetischer Tragschrauber aus den 1930er-Jahren.

## Entwicklung
Alexei Tscherjomuchin, Leiter einer 1930 gegründeten Sonderabteilung des ZAGI für die Konstruktion von Trag- und Hubschraubern, entwarf den A-4 aufgrund einer entsprechenden Forderung der Hauptverwaltung der Luftfahrtindustrie Anfang 1932. Erfahrungen mit dem Bau von Tragschraubern hatte er zuvor mit dem 2-EA, den er zusammen mit Iwan Bratuchin entwickelte, sammeln können.
Der A-4 besaß abgestrebte Stummelflügel in Tiefdeckeranordnung mit nach oben abgeknickten Flügelenden. Die Konstruktion bestand aus verschweißten Stahlrohren mit Duralbeplankung am Bug und Stoffbespannung am restlichen Rumpf. Der Tragschrauber war als Zweisitzer mit Doppelsteuerung ausgelegt, um für Schulungszwecke bei Spezialeinheiten den sowjetischen Luftstreitkräften einsetzbar zu sein. Der über dem Rumpf angebrachte Rotor wurde über ein Getriebe bewegt. Dafür gab der verwendete 220-kW-Motor M-26 etwa 11 kW seiner Leistung ab, den Großteil übertrug er auf die Luftschraube am Bug. Das Fahrwerk war verstrebt und nicht einziehbar. Am Heck befand sich ein Schleifsporn.
Der Prototyp flog erstmals am 6. November 1932. Zeitgleich war schon der Bau einer kleinen Serie begonnen worden, deren erstes Exemplar am 30. November 1932 flog.

## Technische Daten

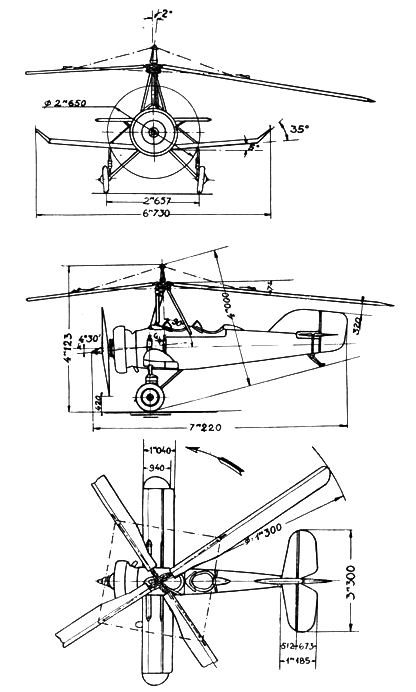
Dreiseitenansicht des ZAGI A-4

| Kenngröße               | Daten                             |
| ----------------------- | --------------------------------- |
| Hersteller              | ZAGI                              |
| Konstrukteur            | Alexei Tscherjomuchin             |
| Besatzung               | 2                                 |
| Rotorkreisdurchmesser   | 13 m                              |
| Rotordrehzahl           | 156/min                           |
| Spannweite              | 6,73 m ohne Rotor                 |
| Länge                   | 7,22 m ohne Rotor                 |
| Höhe                    | 4,12 m                            |
| Flügelfläche            | 6,2 m²                            |
| Leermasse               | 1065 kg                           |
| Startmasse              | 1365 kg                           |
| Antrieb                 | ein luftgekühlter Sternmotor M-26 |
| Startleistung           | 300 PS (ca. 220 kW)               |
| Höchstgeschwindigkeit   | 176 km/h                          |
| Mindestgeschwindigkeit  | 50 km/h                           |
| Dauer eines Vollkreises | 15 s                              |
| Steigzeit               | 21 min auf 3000 m Höhe            |
| Gipfelhöhe              | 4100 m                            |
| Reichweite              | 185 km                            |
| Start-/Landestrecke     | 70–100 m / 3–10 m                 |